# Ґрем Гарман
Ґрем Гарман (нар. 9 травня 1968) — американський філософ. Він є почесним професором філософії в Інституті архітектури Південної Каліфорнії в Лос-Анджелесі. Його роботи з метафізики об'єктів привели до розвитку об'єктно-орієнтованої онтології. Він є центральною фігурою течії спекулятивного реалізму в сучасній філософії.

## Філософська праця
Згідно з Гарманом, будь-що є об'єктом, чи то поштова скринька, тінь, простір-час, вигаданий персонаж або Співдружність націй. Проте, спираючись на феноменологію, він розрізняє дві категорії об'єктів: реальні об'єкти та чуттєві об'єкти (або об'єкти розуму), що відрізняє його філософію від плоскої онтології Бруно Латура.